# Brachythele anomala
Brachythele anomala is een spinnensoort in de taxonomische indeling van de bruine klapdeurspinnen (Nemesiidae).
Brachythele anomala werd in 1950 beschreven door Schenkel.